# Ужасная тайна доктора Хичкока
«Ужасная тайна доктора Хичкока» (итал. L'Orribile segreto del Dr. Hichcock) — итальянский фильм ужасов 1962 года.

## Сюжет
Лондон, 1885 год. Доктор Бернард Хичкок ведёт двойную жизнь. В клинике при помощи своего нового анестетика он проводит хирургические операции. Возвращаясь домой, Хичкок по ночам удовлетворяет свою тайную и ужасную страсть некрофила, доводя свою жену Маргариту при помощи новой сыворотки до состояния, близкого к смерти. Но однажды во время одной из таких мрачных любовных игр он превышает дозу препарата, и жена умирает прямо у него на глазах. И вот Хичкок покидает Лондон, чтобы через двенадцать лет вернуться из Италии вместе с новой женой Синтией. Последняя вскоре начинает ощущать чьё-то присутствие в доме, слыша по ночам шаги, скрип дверей и другие мистические звуки, но она ещё не знает, что приготовил ей новый супруг…

## В ролях
- Барбара Стил — Синтия Хичкок
- Роберт Флеминг — профессор Бернард Хичкок
- Сильвано Транквилли — доктор Курт
- Мария Тереза Вианелло — Маргарита
- Гарриет Медин — Марта